# Guillaume Adam
Cet article concerne un prélat français. Pour le athlète français, voir Guillaume Adam.
Pour les articles homonymes, voir Adam (homonymie).
Guillaume Adam (Guillelmus Adae en latin), missionnaire pontifical en Perse (1314-17), est un prélat français, évêque de Smyrne (1318) et archevêque de Sultanieh (Iran, 1322) et Antivari (Monténégro), depuis 1324).

## Biographie
Un des six dominicains envoyés par le pape Jean XXII en Perse. Il y était probablement déjà allé avant, pendant le pontificat de Clément V, donc avant 1314. 
Accompagné de Raymond Étienne, un autre dominicain, ils restent une vingtaine demois à Aden ; puis Guillaume Adam séjourna dans l'île de Socotora où se maintenaitune communauté chrétienne nestorienne.  
Guillaume Adam faisait partie de ceux qui approuvaient une nouvelle croisade et dans ce contexte louaient l'initiative génoise dans la Méditerranée orientale. Outre l'occupation de Chios avec consentement de l'empereur byzantin, Gênes prenaient part aux combats contre les Turcs (1319). Le plus connu des Génois participants, Martino Zaccaria, fut récompensé pour ces services comme "police de mer" en mer Égée avec le titre roi et despot de l'Asie mineure qui lui fut donné par le prétendent latin au trône de Constantinople.
Guillaume Adam meurt en 1341.

## Œuvres
- De modo Sarracenis extirpandi
- Arbor caritatis
- Sermones